# Kino „Femina”

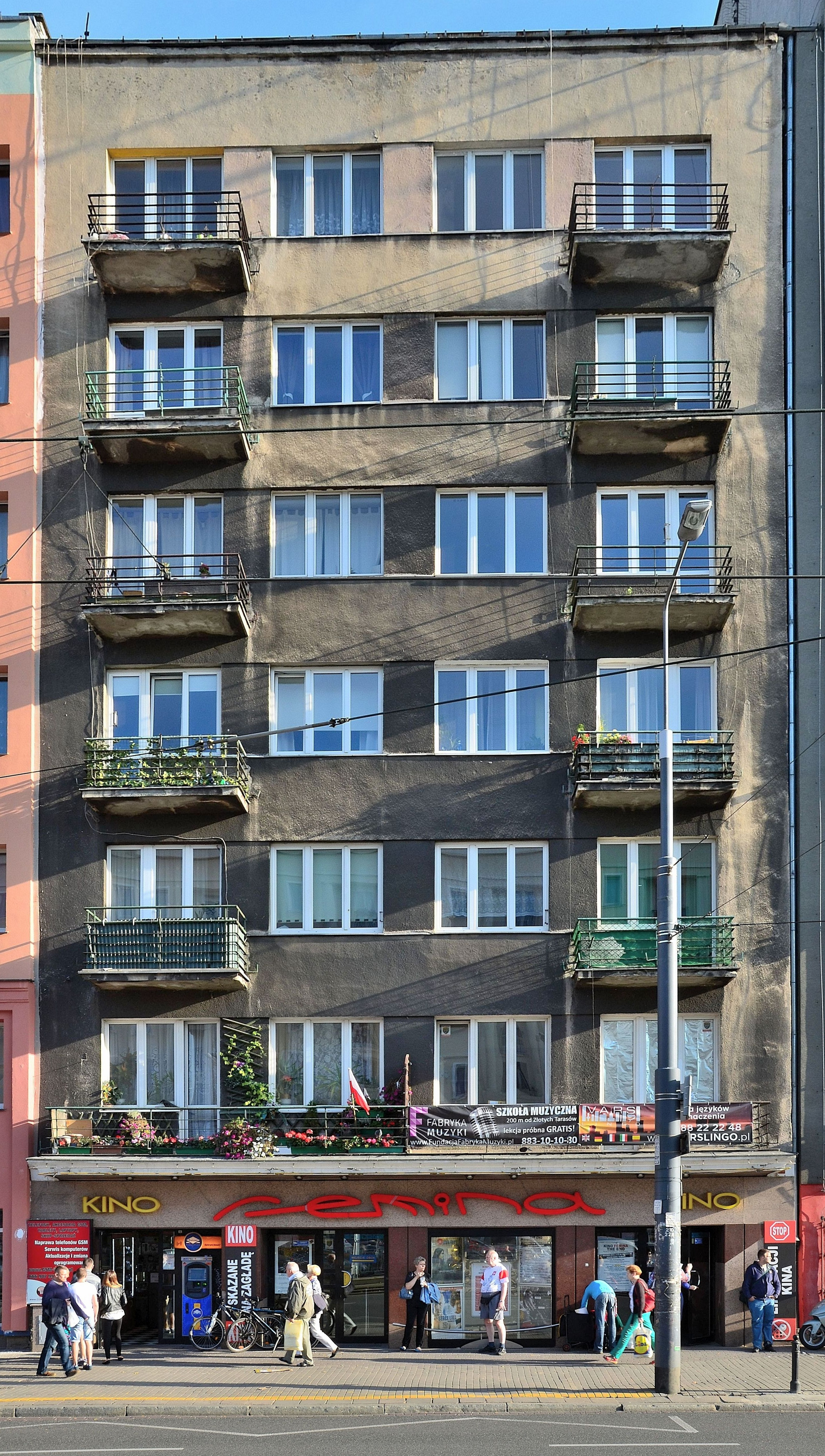
Kamienica przy al. „Solidarności” 115 (dawniej ul. Leszno 35), do 2014 siedziba kina „Femina”

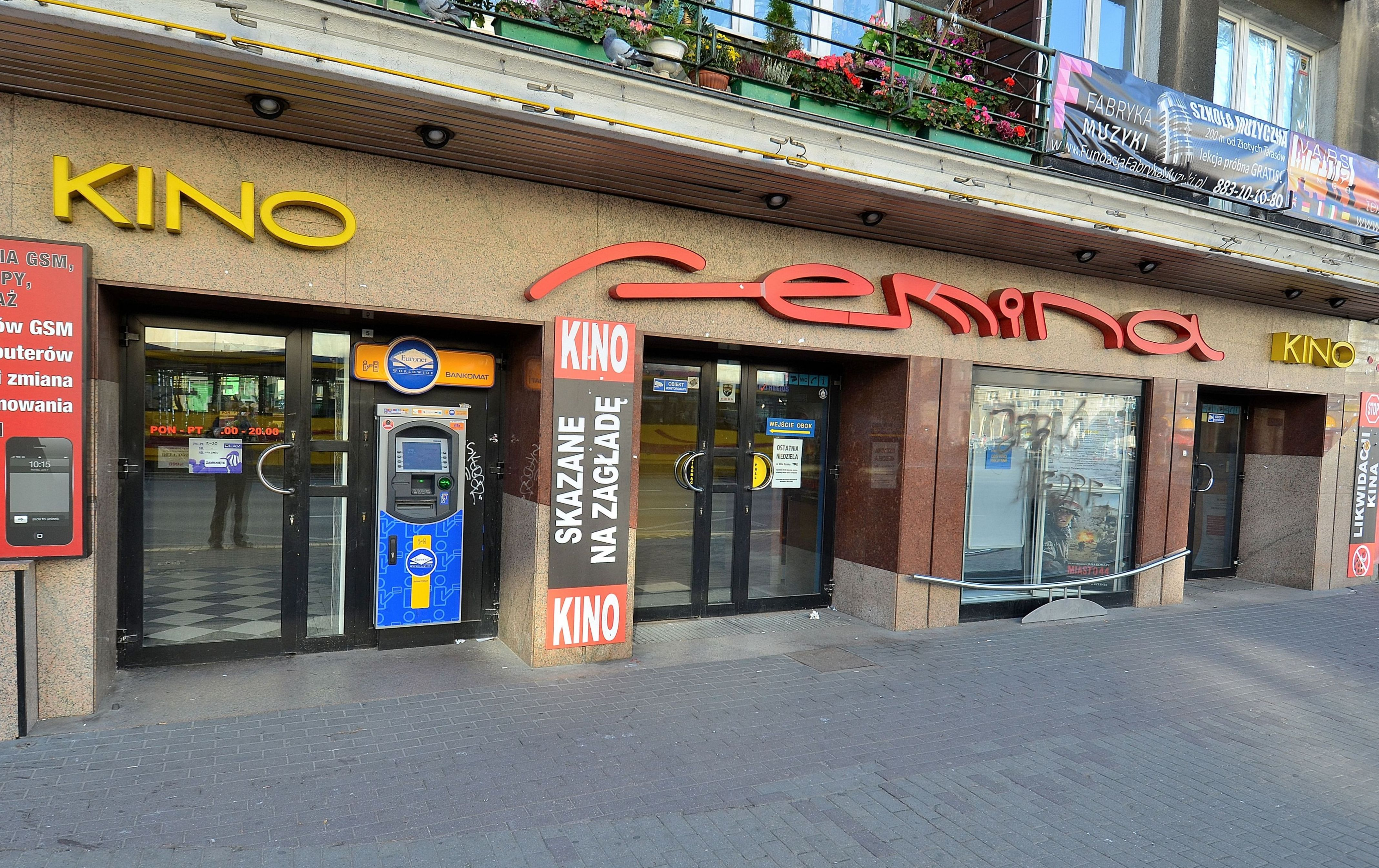
Wejście do kina

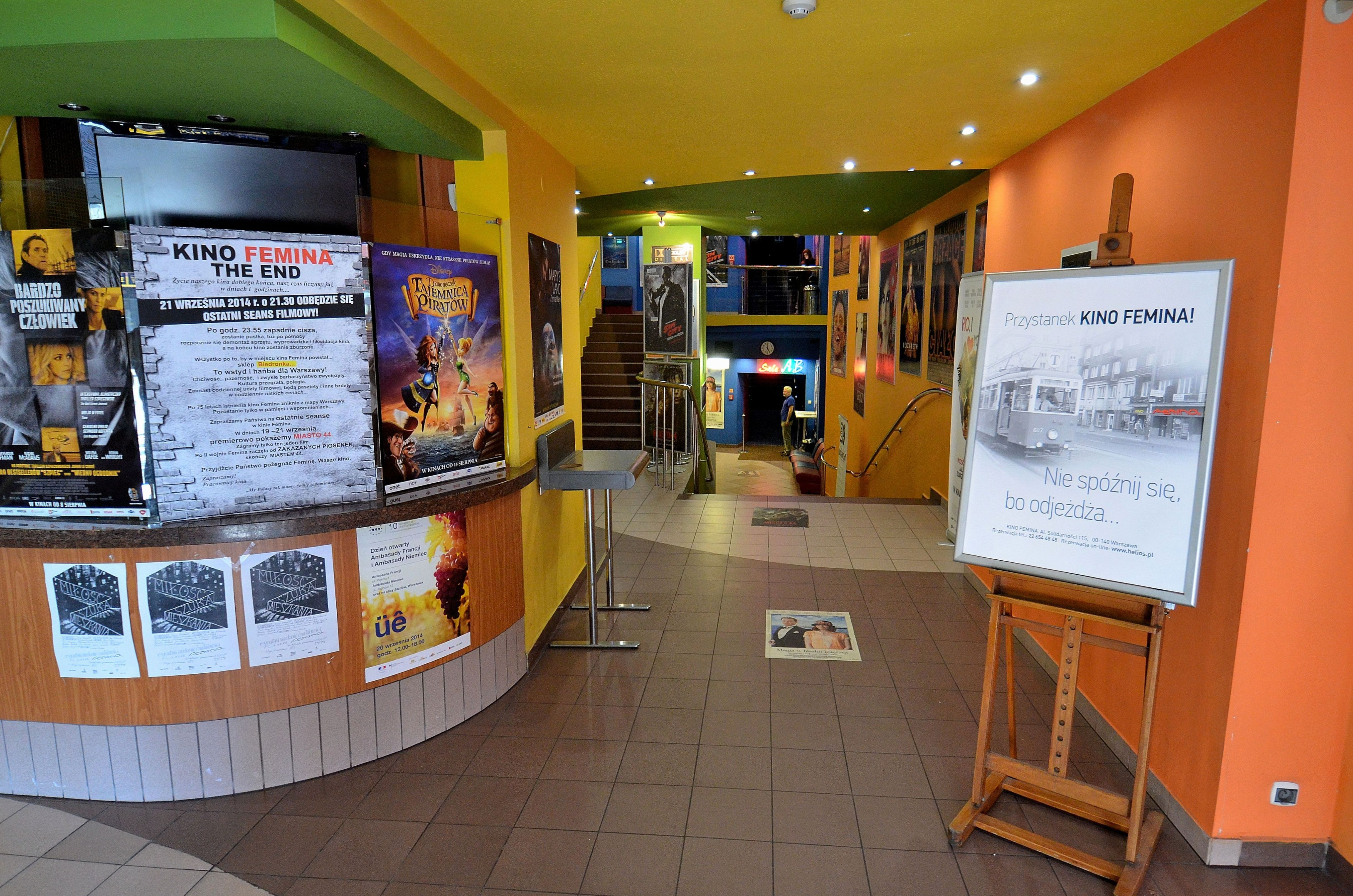
Hol Feminy

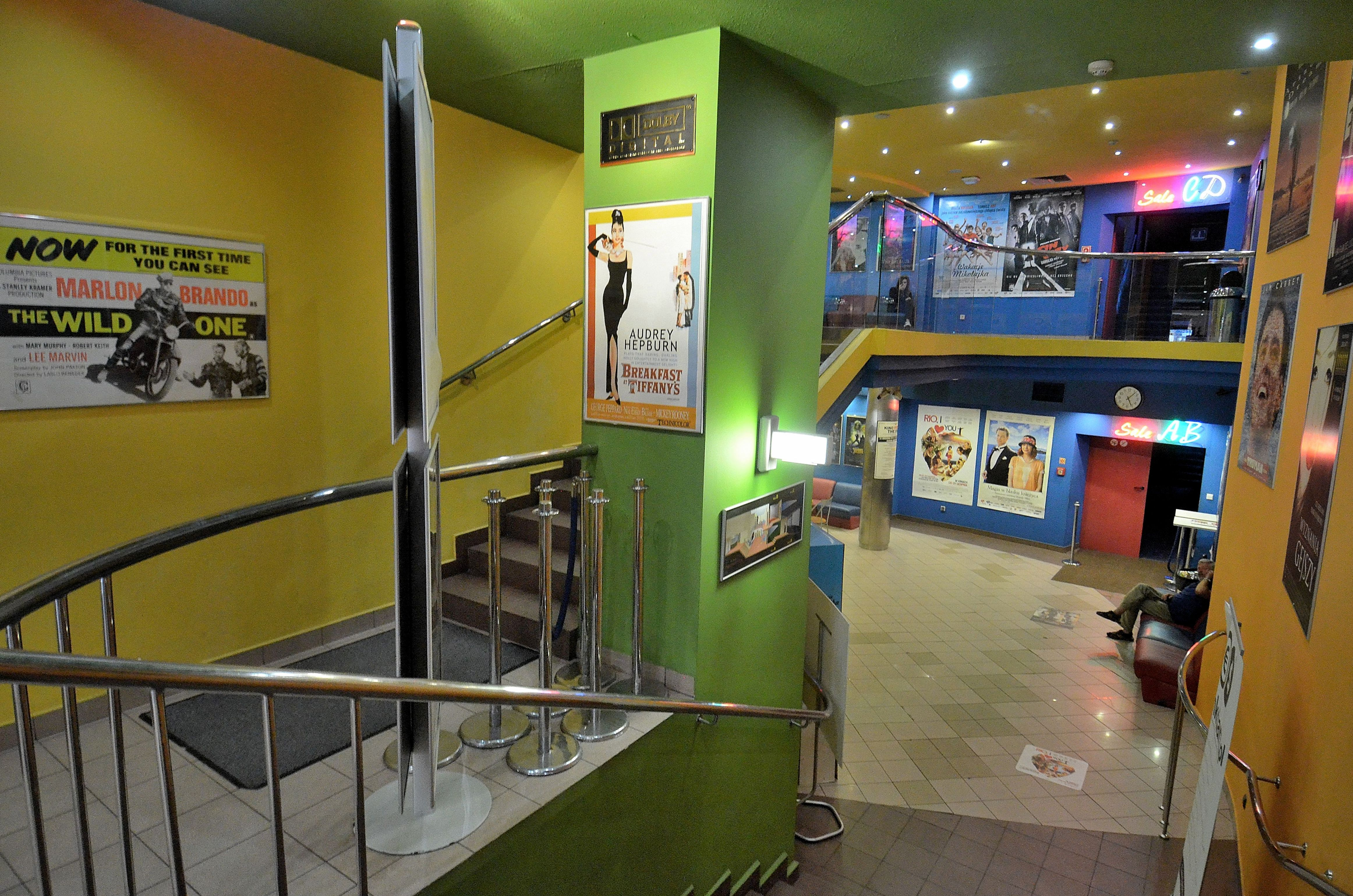
Wejście do sal: „A” i „B” (na dole) oraz „C” i „D” (na górze)

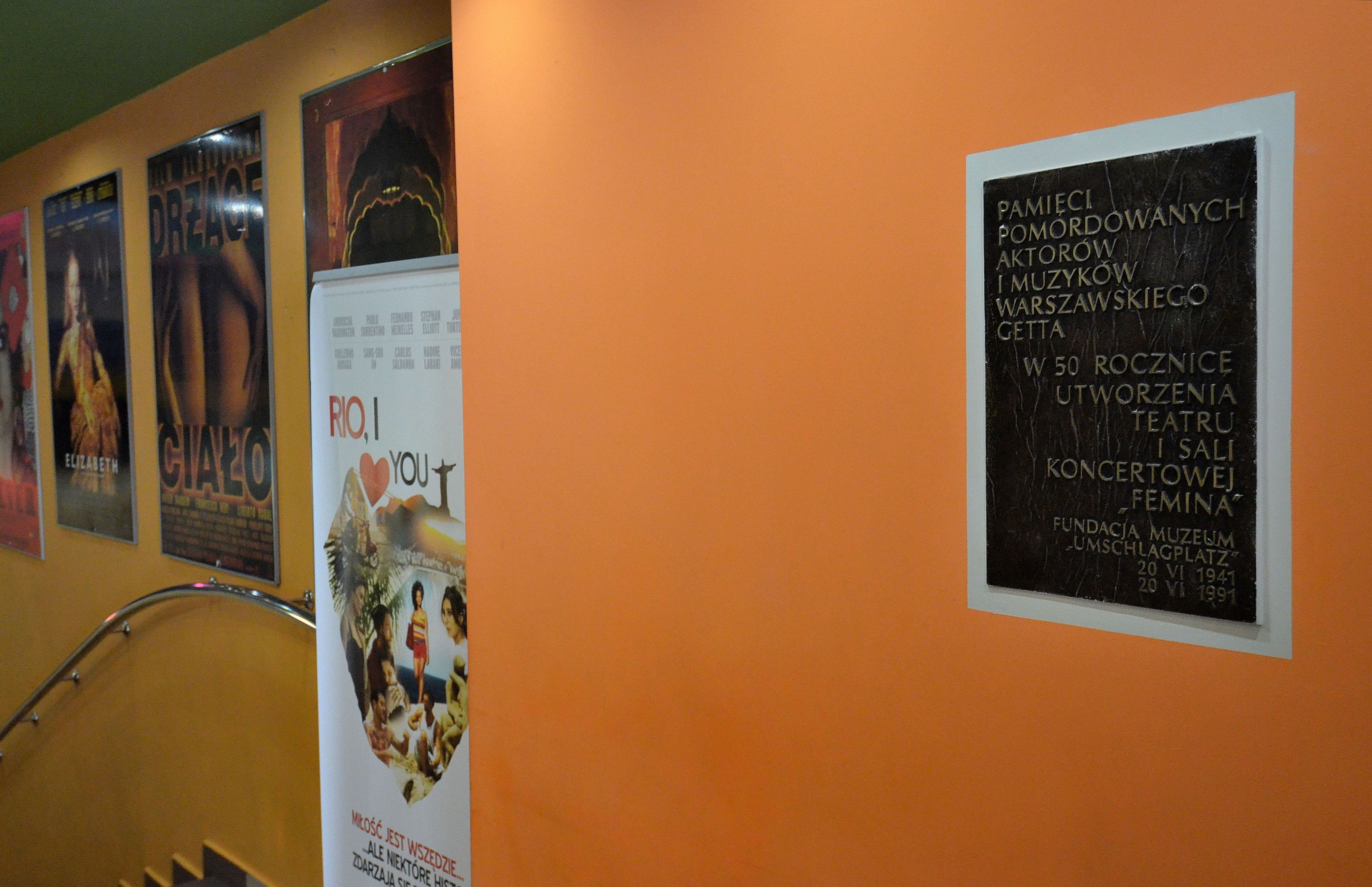
Tablica upamiętniająca artystów warszawskiego getta odsłonięta w 1991

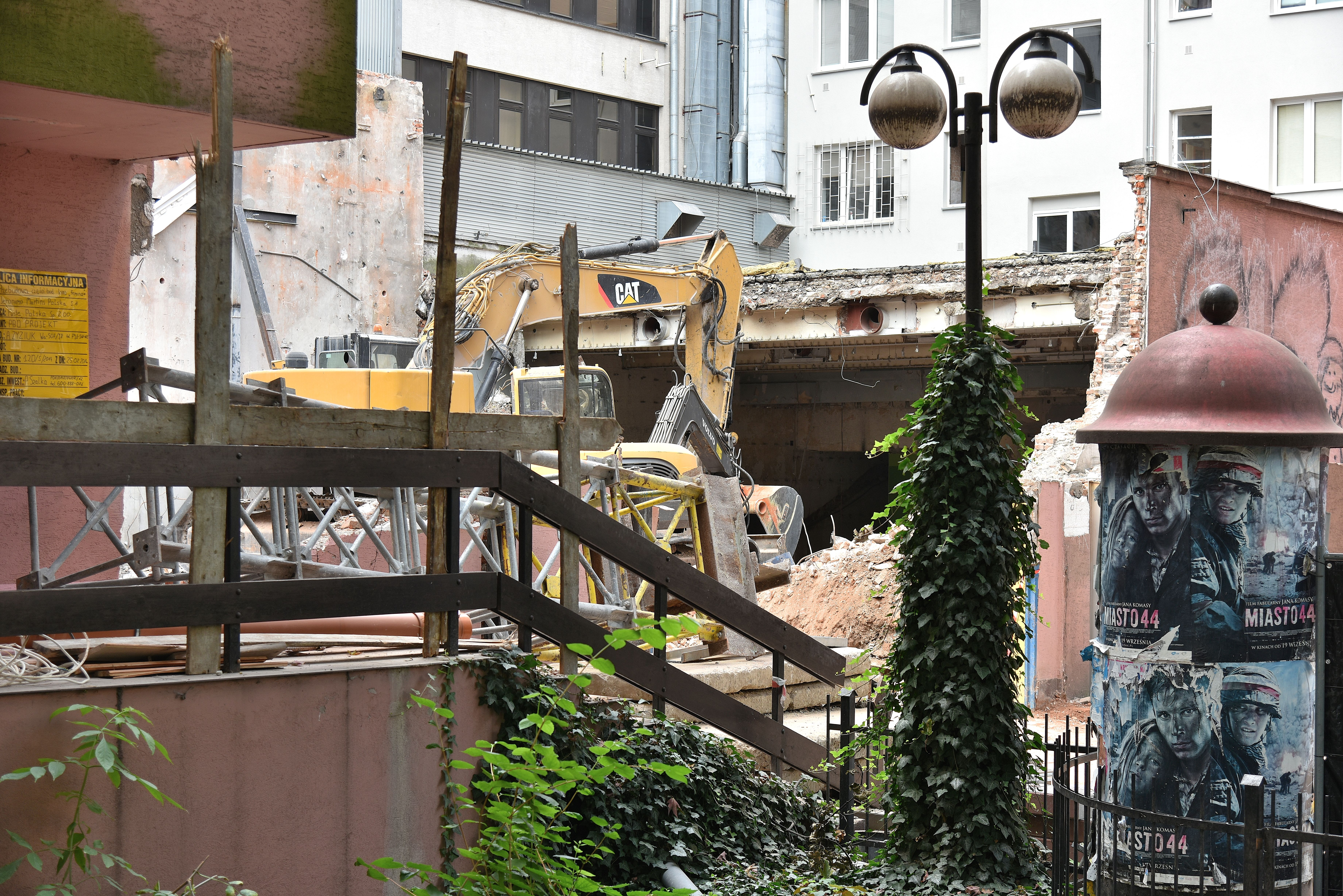
Prace rozbiórkowe (wrzesień 2016)

Kino „Femina” – kino w Warszawie, które istniało w latach 1938–2014 przy alei „Solidarności” 115 (dawniej ul. Leszno 35).
Przed zamknięciem kino „Femina” należało do sieci Helios. Posiadało cztery sale, w których znajdowały się 574 miejsca.

## Historia kina do 1945
Kino mieściło się w kamienicy wzniesionej po 1935 pod adresem ul. Leszno 35. Budynek miał siedem kondygnacji, a jego właścicielem był Dawid Bachrach. W 1936 uzyskał on pozwolenie na urządzenie w kamienicy kina, które zaprojektował Juliusz Żórawski.
Kino Femina zostało otwarte w 1938. Starało się przyciągnąć głównie żeńską publiczność. W jego repertuarze dominowały melodramaty.
Po kapitulacji Warszawy w 1939, w kamienicy ulokowała się niemiecka rewia. W listopadzie 1940 budynek znalazł się w warszawskim getcie. 20 czerwca 1941 w miejscu kina Femina otwarto Teatr Femina. Jego dyrektorem artystycznym i literackim był Jerzy Jurandot, a dyrektorem muzycznym i kierownikiem orkiestry – Iwo Wesby. Sala teatru mogła pomieścić ponad 900 widzów. Dzięki utalentowanym aktorom, dowcipnym tekstom i starannie dobranej muzyce Femina stała się teatrem rozrywkowym o wysokim poziomie artystycznym, kontynuując tradycje przedwojennych warszawskich kabaretów Qui Pro Quo i Morskie Oko. Był to jeden z pięciu stałych teatrów w getcie warszawskim. W „Feminie“ grano po polsku, głównie widowiska, rewie i operetki. Jedną z występujących tam artystek była Maria Ajzensztadt, nazywana „słowikiem getta”.
Do dnia rozpoczęcia w getcie wielkiej akcji deportacyjnej (22 lipca 1942) w Teatrze Femina odbyło się 14 premier. Jeszcze w czasie akcji, w sierpniu 1942, cały obszar dzielnicy zamkniętej położony na południe od ulicy Leszno wraz z budynkami po nieparzystej stronie ulicy został wyłączony z getta i włączony do „aryjskiej” części miasta.
Opuszczony budynek był wykorzystywany przez Niemców jako magazyn. Po likwidacji getta, prawdopodobnie latem 1943, pomieszczenia przy ul. Leszno 35 zajął koncesjonowany teatr „Figaro”, który działał tam do wybuchu powstania warszawskiego.

## Po 1945
Kamienica nie została zniszczona w 1944. Po wojnie po obu jej stronach wzniesiono nowe budynki. W związku z budową Trasy W-Z w 1948 zmieniono nazwę wschodniego odcinka ulicy Leszno na al. Karola Świerczewskiego (od 1991 al. „Solidarności”). Zmianie uległa także numeracja budynków.
W 1958 w miejscu dawnego teatru ponownie uruchomiono kino, zachowując jego historyczną nazwę. W latach 70. XX było ono zaliczane do tzw. kin I kategorii. Jedyna sala Feminy mogła wówczas pomieścić 635 widzów. Najpóźniej w latach osiemdziesiątych XX wieku w kinie odbywały się Konfrontacje Filmowe.

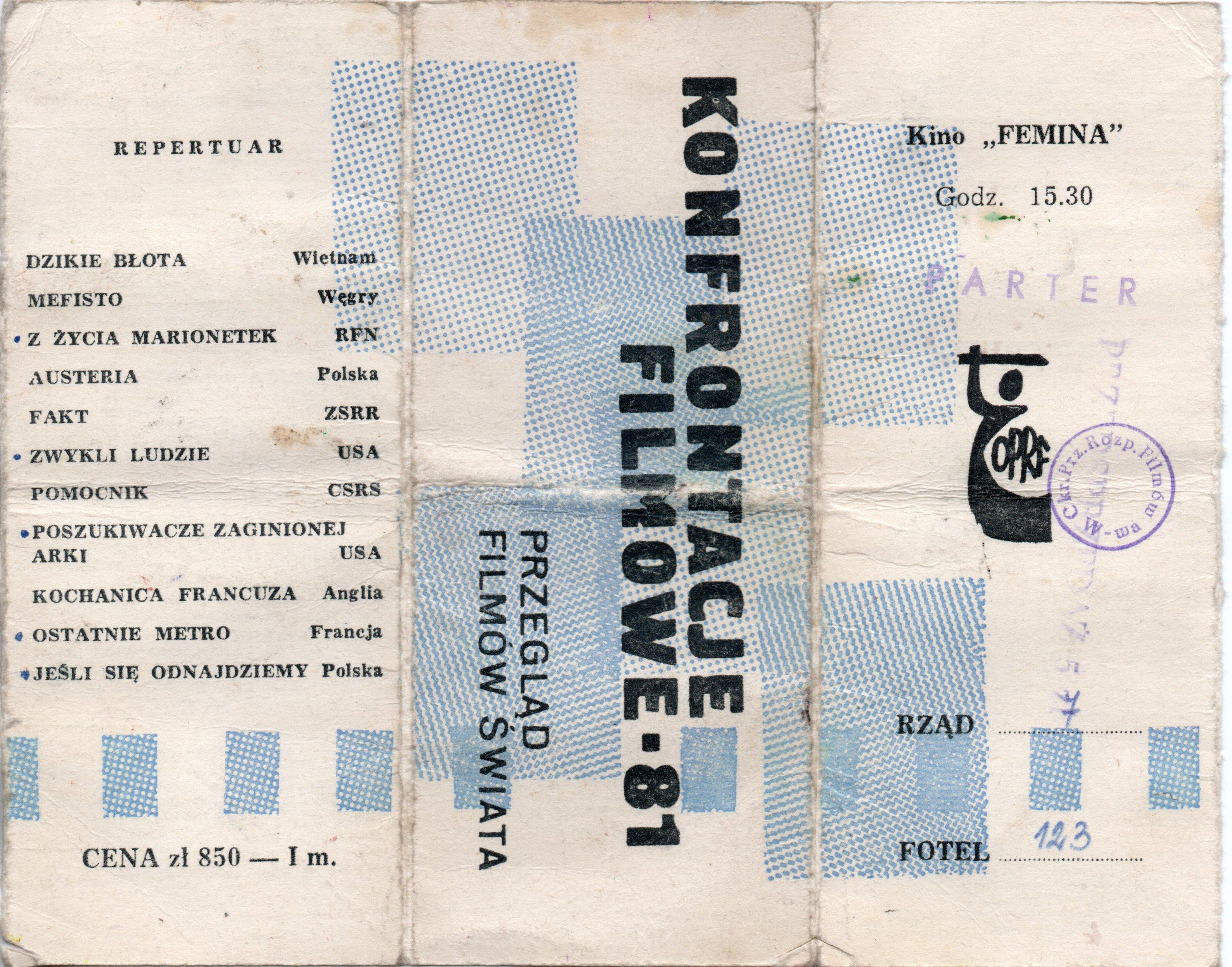
Jedna strona karnetu na Konfrontacje Filmowe 1981 roku do kina Femina. Widać ślady po oderwanych biletach na poszczególne filmy.

W czerwcu 1991, w 50. rocznicę utworzenia Teatru Femina, z inicjatywy Fundacji Muzeum „Umschlagplatz” w holu kina odsłonięto tablicę upamiętniającą aktorów i muzyków warszawskiego getta. W uroczystości wzięli udział m.in. Władysław Szpilman z żoną Haliną.
W 1996 Femina została przebudowana i zmodernizowana przez nowego właściciela, spółkę Kinoplex. Powstały cztery mniejsze sale, przez co kino stało się pierwszym warszawskim multipleksem. Zainaugurowało działalność 21 czerwca 1996 pokazem filmu Mission: Impossible. Najdłużej (dwa lata) granym filmem w powojennej historii „Feminy” był Pan Tadeusz, natomiast rekordowa liczba widzów (117 tys.) obejrzała Ogniem i mieczem.
W 2007 Femina wraz z pozostałymi kinami Kinoplexu została przejęta przez Centrum Filmowe „Helios”, które z kolei w 2010 zostało kupione przez Grupę Agora.

## Zakończenie działalności
Jesienią 2013 nowy najemca uzyskał zgodę na zmianę sposobu użytkowania części kamienicy zajmowanej przez kino i jej przebudowę. 21 września 2014 kino zakończyło działalność. Ostatnim granym filmem było Miasto 44. W miejscu kina miał powstać sklep dyskontowy należący do sieci Biedronka.
W październiku 2014 spółka Jeronimo Martins Polska, właściciel sieci Biedronka, poinformowała o wystąpieniu o warunki zabudowy dla nowego projektu zakładającego budowę obok tworzonej w miejscu dawnej „Feminy” placówki handlowej kina z ponad 100-osobową widownią. Jak napisała spółka w oficjalnym oświadczeniu, rozwiązanie łączące funkcje kulturalną i handlową było już proponowane wcześniej, jednak nie uzyskano dla niego pozytywnej decyzji administracyjnej. Projekt, przewidujący nadbudowę kamienicy od strony podwórka, został jednak w grudniu 2014 oprotestowany przez Spółdzielnię Mieszkaniową „Żelazna Brama”, której członkowie obawiają się, że ograniczy im to dostęp do światła dziennego, a parking zajmą samochody widzów.
Burzenie pomieszczeń dawnego kina, przylegających od południa do kamienicy przy al. „Solidarności” 115, rozpoczęło się w sierpniu 2016. Jednocześnie spółka Jeronimo Martins poinformowała, że nie udało się zrealizować projektu dwufunkcyjnego, tj. sklepu połączonego z kinem.
We wrześniu 2014 Zarząd Transportu Miejskiego w Warszawie zwrócił się do Zespołu Nazewnictwa Miejskiego o wskazanie nowej nazwy dla zespołu przystankowego „Kino Femina” znajdującego się na skrzyżowaniu al. „Solidarności” i al. Jana Pawła II. Zespół opowiedział się jednak za utrzymaniem obecnej nazwy.
22 grudnia 2016 w miejscu dawnego kina otwarto sklep Biedronka. Obok sklepu nie powstała sala kinowa, zachowano jednak neon kina na elewacji.